# Liste du patrimoine immobilier classé d'Attert
Cette page regroupe l'ensemble du patrimoine immobilier classé de la commune belge d’Attert.
| Objet | Année de construction / Architecte | Adresse               | Section communale | Coordonnées                      | Numéro d’inventaire | Illustration |
| --- | ---------------------------------- | --------------------- | ----------------- | -------------------------------- | ------------------- | --- |
| Ancienne église Saint-Etienne |                                    | Rue de Grendel        |                   | 49° 45′ 01″ nord, 5° 47′ 15″ est | 81003-CLT-0002-01   | Ancienne église Saint-Etienne |
| Fragment de chemin de croix, à la sortie du village vers Thiaumont                                                                                         |                                    |                       |                   | 49° 42′ 42″ nord, 5° 43′ 34″ est | 81003-CLT-0003-01   | Image manquanteTéléverser |
| Calvaire de Tattert inclus dans la façade latérale d'une chapelle, au centre du village                                                                    |                                    |                       |                   | 49° 42′ 50″ nord, 5° 44′ 16″ est | 81003-CLT-0004-01   | Image manquanteTéléverser |
| Calvaire, à la sortie du hameau de Lischert, sur la route de Thiaumont                                                                                     |                                    |                       |                   | 49° 43′ 16″ nord, 5° 45′ 22″ est | 81003-CLT-0005-01   | Image manquanteTéléverser |
| Calvaire situé sur le chemin de l'église à Attert, dans l'ancienne commune de Tontelange, à droite du n° 24                                                |                                    |                       |                   | 49° 43′ 35″ nord, 5° 48′ 34″ est | 81003-CLT-0006-01   | Image manquanteTéléverser |
| Calvaire, en face du n° 19, dans l'ancienne commune de Tontelange                                                                                          |                                    |                       |                   | 49° 43′ 32″ nord, 5° 48′ 31″ est | 81003-CLT-0007-01   | Image manquanteTéléverser |
| Maison communale, anciennement couvent (façades et toitures) (M) et ensemble formé par ces bâtiments et les terrains environnants (S)                      |                                    | Rue de Bastogne n° 19 |                   | 49° 45′ 07″ nord, 5° 47′ 05″ est | 81003-CLT-0008-01   | Maison communale, anciennement couvent (façades et toitures) (M) et ensemble formé par ces bâtiments et les terrains environnants (S) |
| Ensemble formé par trois mardelles et une pelouse à Gentiane ciliée                                                                                        |                                    |                       |                   | 49° 43′ 27″ nord, 5° 43′ 32″ est | 81003-CLT-0009-01   | Ensemble formé par trois mardelles et une pelouse à Gentiane ciliée                                                                   |
| Calvaire, dans l'ancien cimetière qui entoure l'église Saint Etienne                                                                                       |                                    |                       |                   | 49° 45′ 01″ nord, 5° 47′ 16″ est | 81003-CLT-0010-01   | Image manquanteTéléverser |
| Calvaire sis sur un excédent de voirie devant la parcelle cadastrée B 144 a                                                                                |                                    |                       |                   | 49° 42′ 45″ nord, 5° 44′ 16″ est | 81003-CLT-0011-01   | Image manquanteTéléverser |
| Chapelle, croix des Innocents, mur et enceinte du cimetière, grille d'accès et ses accessoires (M) et ensemble formé par ces monuments et leurs abords (S) |                                    |                       |                   | 49° 43′ 29″ nord, 5° 47′ 27″ est | 81003-CLT-0012-01   | Image manquanteTéléverser |